# Ninoy Aquino International Airport

i8
i11
i13
Der Manila International Airport, auch bekannt als NAIA (Ninoy Aquino International Airport, Filipino: Paliparang Pandaigdig na Ninoy Aquino, IATA-Code: MNL, ICAO-Code: RPLL), ist ein 1948 eröffneter internationaler Flughafen in der Metro Manila im südostasiatischen Land Philippinen. Er befindet sich auf dem Stadtgebiet von Pasay City und Parañaque City und liegt damit 7 km südlich der Hauptstadt Manila. Im Jahr 2024 wurden 45.299.607 Passagiere abgefertigt. Der Ninoy Aquino International Airport zählt damit zu den 50 größten Verkehrsflughäfen der Welt.
Flughafenbetreiber ist die Behörde Manila International Airport Authority (MIAA), die zum Verkehrsministerium DOTr gehört. Der internationale Flughafen ist auch der Hauptsitz der philippinischen Fluggesellschaften Philippine Airlines und Cebu Pacific.

## Geschichte
Der ursprüngliche Flughafen von Manila wurde im Juli 1937 zunächst in Makati eröffnet. Im Jahr 1948, zwei Jahre nach der philippinischen Unabhängigkeit von den USA nach dem Zweiten Weltkrieg, erfolgte die Verlegung an den heutigen Standort. Zuvor als amerikanische Militärbasis genutzt, wurde dieses Flugfeld nun für die zivile Luftfahrt umgewandelt, zunächst nur mit magerer Ausstattung. Der Bau der ersten Start- und Landebahn für internationale Flüge erfolgte 1953, die Errichtung eines Towers dann 1961. Der Flughafen erhielt den Namen Manila International Airport (MIA) und wurde in den Folgejahren als Hauptflughafen der Philippinen weiter ausgebaut.

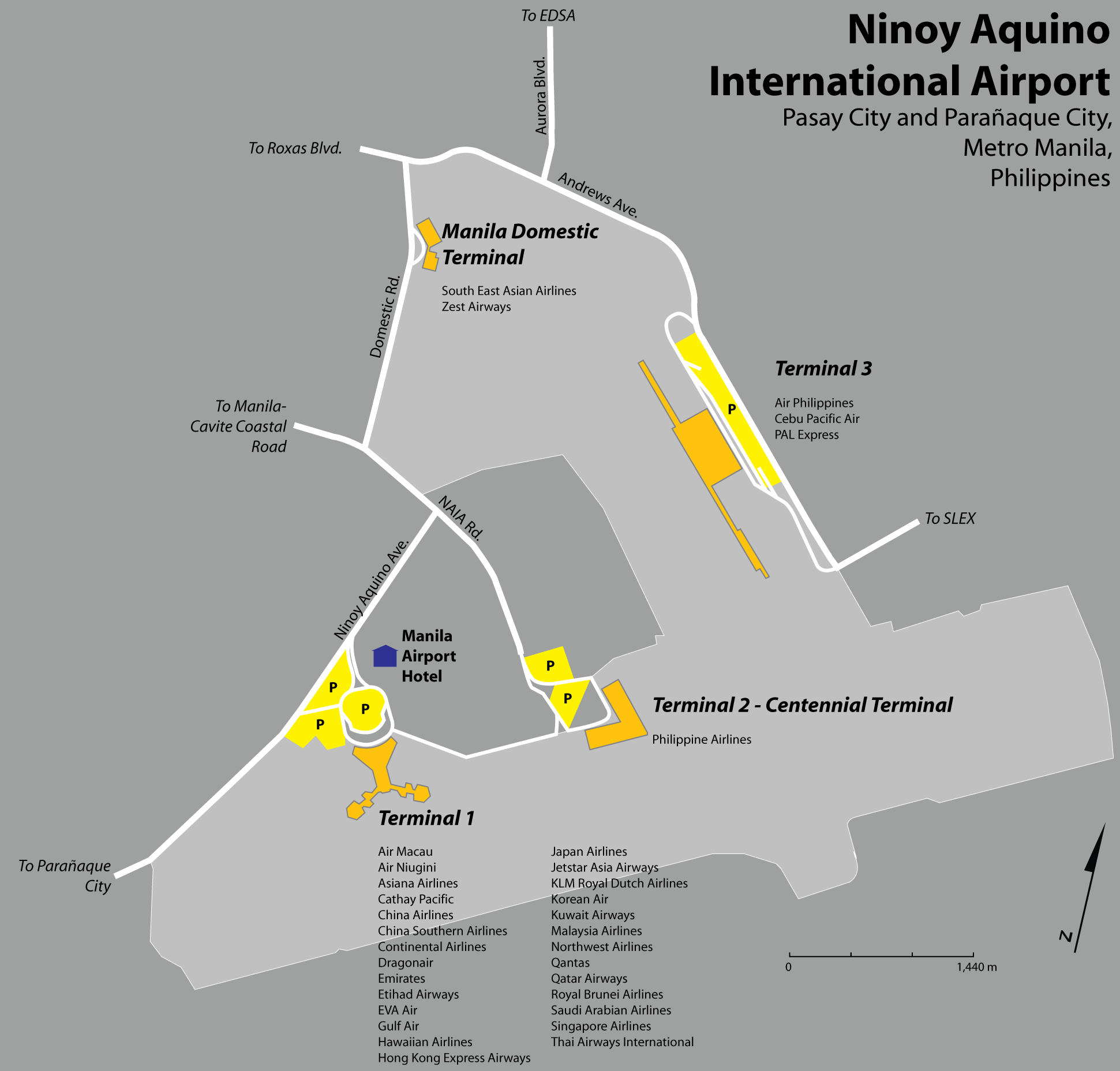
Terminalübersicht des MNL Flughafens (Stand: 2014)

Seit dem 17. August 1987 heißt der Flughafen Ninoy Aquino International Airport, benannt nach dem philippinischen Politiker Benigno Aquino, welcher auf eben jenem Flughafen am 21. August 1983 bei einem Mordanschlag ums Leben kam, was letztendlich zur EDSA-Revolution im Jahre 1986 führte.
Das heutige Terminal 1 wurde 1981 in Betrieb genommen. Mit zunehmendem Flugverkehr und steigenden Passagierzahlen kam im Zuge einer Erweiterung des Flughafens das zwischen 1995 und 1998 gebaute Terminal 2 hinzu, welches Anfang 1999 in Betrieb genommen wurde. Bereits 2000 wurde dann mit dem Bau des Terminals 3 begonnen, der sich jedoch, begleitet von technischen und sicherheitsrelevanten Schwierigkeiten, bis 2008 hinzog.
Mit diesem Ausbaustand hat der Flughafen seine maximale Kapazität erreicht. Eine weitere Expansion scheint durch die innerstädtische Lage nicht möglich und es bestehen deshalb Pläne, dass der etwa 75 km weiter nördlich gelegene Clark International Airport langfristig gesehen zum internationalen Hauptflughafen der Philippinen ausgebaut werden und den Ninoy Aquino International Airport in dieser Rolle ablösen soll.
Im Juli 2019 bewilligte die philippinische Regierung den Neubau eines Flughafens in Bulacan für 100-200 Millionen Passagiere jährlich bei einer geplanten Fertigstellung im Jahr 2025.

## Infrastruktur
Der Flughafen verfügt über zwei Start- bzw. Landebahnen, die jeweils betoniert und 3737 bzw. 2258 Meter lang sind. Neben den drei älteren Terminals (Terminal 1 und 2, Domestic Terminal), gibt es seit 2008 ein viertes Terminal (NAIA 3). Dieses war nach weitgehender Fertigstellung 2004 zunächst eingemottet worden, nachdem es im Zuge von Korruptionsvorwürfen gegen die Projektgesellschaft PIATCO (Philippine International Air Terminals Co.) zu einer Enteignung durch die Regierung kam. Mit einer Verzögerung von rund 4 Jahren wurde dann 2008 provisorisch der Betrieb aufgenommen, zuerst nur mit Inlandsflügen. In vollen Regelbetrieb ging das Terminal 3 dann erst im August 2014. Seit diesem Zeitpunkt werden auch internationale Flüge an diesem Terminal abgefertigt.
Das alte internationale Terminal 1 hat eine Größe von 67.000 m² und wurde 1981 eröffnet. Es war zunächst auf eine Kapazität von 4,5 Millionen Fluggästen pro Jahr ausgelegt. Nachdem diese Kapazitätsgrenze bereits im Jahr 1991 erreicht war, wurde das Terminal ausgebaut und die Kapazität auf 6 Millionen erhöht. Das Terminal 1 verfügt über 16 Flugsteige, 78 Check-in-Schalter und wird für internationale Flüge ausländischer Fluggesellschaften genutzt.
Das Terminal 2, zumeist Centennial Terminal genannt, hat eine Größe von 75.000 m². Centennial steht im Englischen für Hundertjahrfeier und spielt in diesem Zusammenhang auf die Fertigstellung des Terminals im Jahr 1998 an, genau 100 Jahre nach Erlangen der Unabhängigkeit der Philippinen von der spanischen Kolonialmacht. Dieses Terminal mit einer Kapazität von 9 Millionen Passagieren pro Jahr wird ausschließlich von Philippine Airlines genutzt. Im Nordflügel des v-förmig angeordneten Terminals werden deren internationale Flüge abgefertigt und im Südflügel die Inlandsflüge. Unmittelbar vor dem Terminal 2, umgeben von einem PKW-Parkplatz, steht der Tower des Flughafens.
Der restliche Inlandsverkehr anderer philippinischer Fluggesellschaften wird am separaten Domestic Terminal abgewickelt, welches offiziell als Terminal 4 bezeichnet wird und das älteste Terminal des Flughafens ist. Dieses Terminal geht auf die Anfänge des Flughafens im Jahr 1948 zurück und war bis zur Eröffnung des Terminal 1 im Jahr 1981 das einzige Terminal des Flughafens. Es verfügt über 26 Check-in-Schalter, hat aber keine Flugsteige mit direktem Zugang zu den Flugzeugen. Das Ein- und Aussteigen erfolgt an den Parkpositionen auf dem Flugfeld vor dem Terminal.
Das neueste Terminal 3 wird derzeit für internationale Flüge von All Nippon Airways, Cebu Pacific, Cathay Pacific, Delta Air, KLM, Korean Air, Emirates, Etihad Airways, PAL Express, Turkish Airlines, Singapore Airlines, United Airlines, Qantas und Qatar Airways genutzt. Es ist das größte Terminal des Flughafens, verfügt über 140 Check-in-Schalter, 20 Flugsteige und bietet damit eine Kapazität von 13 Millionen Fluggästen pro Jahr.
Der Frankfurter Flughafenbetreiber Fraport hatte sich über eine Beteiligung an der philippinischen Gesellschaft PIATCO beim Bau des Terminal 3 am Flughafen Manila engagiert, wobei der Oberste Gerichtshof der Philippinen den Vertrag im Nachhinein wegen Korruptionsvorwürfen gegenüber PIATCO für nichtig erklärte, was zum Fall des Projektes führte. Fraport nahm daraufhin Staatsgarantien des Bundes in Anspruch und klagte gegen die philippinische Regierung auf Schadensersatz. In erster Instanz unterlag Fraport der philippinischen Regierung vor einem Schiedsgericht der Internationalen Handelskammer ICC in Singapur. In zweiter Instanz wurde der Fall nun beim ICSID in Washington, D.C. verhandelt. Im Februar 2013 besuchte der deutsche Außenminister Guido Westerwelle mit einer Auswahl von Wirtschaftsvertretern die Philippinen. Es war dies der erste offizielle Besuch einer deutschen Delegation auf den Philippinen seit über 10 Jahren. Bei den Gesprächen wurde seitens der deutschen Regierungsvertreter nochmals auf eine baldige Beilegung des NAIA-3 Konflikts gedrängt, da dieser im vorangegangenen Jahrzehnt deutsche Investitionen und die wirtschaftliche Zusammenarbeit beider Länder maßgeblich beeinträchtigt hatte. Fraport forderte weiterhin eine Rückerstattung der getätigten Investitionen beim Bau des Terminal 3, bekräftigte aber zugleich weiterhin Interesse an Investitionen und Kooperationen auf den Philippinen, sofern dieser noch schwelende Konflikt beigelegt werde. Im Februar 2015 entschied das ICSID zu Ungunsten von Fraport. Der Fall war allerdings noch bei philippinischen Gerichten anhängig. Am 11. Oktober 2016 gab die Fraport AG auf ihrer Internetseite bekannt, dass die philippinische Regierung dem Urteil des höchsten Gerichts der Philippinen vom 8. September 2015, welches im April 2016 rechtskräftig geworden war, nachgekommen sei und eine Entschädigungszahlung an die Projektgesellschaft PIACTO geleistet habe, von der ein Betrag in Höhe von 270 Millionen US-Dollar auf die Fraport AG entfallen sei. Im Gegenzug hat die Fraport AG ihre Anteile an den philippinischen Gesellschaften veräußert und erklärt, dass sie keine weiteren Ansprüche mehr geltend machen werde. Von dem zugeflossenen Geld hat die Fraport AG 40 Millionen an die Bundesregierung zu entrichten für eine im Jahr 2008 erhaltene Zahlung mit einer Bundesgarantie für Kapitalanlagen im Ausland (GAK).

## Flughafenlounges

### Terminal 1(intl. Flüge)
- Sakura Lounge by Japan Airlines[15]
- PAGSS Premium Lounge[16]
- A Lounge[17]

### Terminal 2(nur inländische & intl. Flüge von Philippine Airlines (PR))
- Mabuhay Lounge by Philippine Airlines[18]

### Terminal 3(nur inländische & intl. Flüge anderer Fluggesellschaften)
- SilverKris Lounge by Singapore Airlines[19]
- Business Lounge by Cathay Pacific[20]
- Marhaba Lounge (formerly known as Skyview Lounge)[21]
- A Lounge[22]
- Wings Transit Lounge[23]
- PAGSS Premium Lounge[24]
- PAGSS Lounge (Domestic)[17]

### Terminal 4 (nur Inlandsflüge)
bietet keine Lounges an.

## Statistiken

### Passagiervolumen
Diese Tabelle zeigt die Flugbewegungen am Flughafen Manila basierend auf Daten der Airports Council International (ACI). Die Passagierverkehrszahlen basierten auf der Manila-International-Airport-Authority’s-Webseite für das gesamte Jahr 2010.
| Kalenderjahr | Passagierbewegung | % Änderung | Platz  |
| ------------ | ----------------- | ---------- | ------ |
| 2003         | 12.955.809        |            | 81     |
| 2004         | 15.186.521        | +17,2 %    | 75 (6) |
| 2005         | 16.216.031        | +6,8 %     | 77 (2) |
| 2006         | 17.660.697        | +8,9 %     | 73 (4) |
| 2007         | 20.467.627        | +15,9 %    | 64 (9) |
| 2008         | 22.253.158        | +8,7 %     | 57 (7) |
| 2009         | 24.108.825        | +8,3 %     | 51 (6) |
| 2010         | 27.119.899        | +12,5 %    | 49 (2) |
| 2011         | 29.552.264        | +9,0 %     | 46 (3) |
| 2012         | 31.878.935        | +7,9 %     | 45 (1) |
| 2013         | 32.865.000        | +3,1 %     | 45 ()  |
| 2014         | 34.015.169        | +3,5 %     | 49 (4) |
| 2015         | 36.681.601        | +7,84 %    | 49 ()  |
| 2016         | 39.516.782        | +7,73 %    | 47 (2) |
| 2017         | 42.022.484        | +6,34 %    | 44 (3) |
| 2018         | 45.082.544        | +7,28 %    | 42 (2) |
| 2019         | 47.898.046        | +6,25 %    |        |

### International stark frequentierte Strecken von/nach MNL (CY 2018)
| Platz | Flugziel           | Fluggesellschaften |
| ----- | ------------------ | --- |
| 1     | Hong Kong (HKG)    | Cathay Pacific, Cebu Pacific, Hong Kong Airlines, Philippine Airlines, Philippines AirAsia                                         |
| 2     | Singapur (SIN)     | Cebu Pacific, Jetstar Asia Airways, Philippine Airlines, Philippines AirAsia, Scoot, Singapore Airlines                            |
| 3     | Taipei (TPE)       | Cebu Pacific, China Airlines, EVA Air, Philippine Airlines, Philippines AirAsia                                                    |
| 4     | Seoul (ICN)        | Asiana Airlines, Cebu Pacific, Delta Air Lines (from June 1, 2020), Jeju Air, Korean Air, Philippine Airlines, Philippines AirAsia |
| 5     | Tokyo (NRT)        | All Nippon Airways, Cebu Pacific, Japan Airlines, Jetstar Japan, Philippine Airlines, ZIPAIR Tokyo                                 |
| 6     | Kuala Lumpur (KUL) | Philippine Airlines, Cebu Pacific, Philippines AirAsia, AirAsia, Malaysia Airlines                                                 |
| 7     | Bangkok (BKK)      | Philippine Airlines, Cebu Pacific, Thai Airways                                                                                    |
| 7     | Bangkok (DMK)      | Philippines AirAsia |
| 8     | Dubai (DXB)        | Emirates, Cebu Pacific, Philippine Airlines                                                                                        |
| 9     | Osaka (KIX)        | Cebu Pacific, Philippine Airlines, Philippines AirAsia, Jetstar Japan                                                              |
| 10    | Sydney (SYD)       | Cebu Pacific, Philippine Airlines, Qantas                                                                                          |

## Fluggesellschaften und Ziele
Außer Inlandsflügen werden Strecken zu zahlreichen Zielen im asiatischen Raum angeboten. Nach Afrika, Europa, Nordamerika und in den Mittleren Osten gibt es vereinzelte Verbindungen. Ziele im deutschsprachigen Raum sowie allgemein in die D-A-CH-Staaten werden derzeit (2020) nicht angeflogen.

## Flughafengebühr
Die Flughafengebühr in Manila belief sich 2014 auf PHP 200 für nationale und PHP 750 für internationale Flüge. Anders als in vielen anderen Ländern wird diese Gebühr in den Philippinen nicht direkt beim Kauf des Flugtickets mit erhoben, sondern muss vom Reisenden am Flughafen vor Abflug in bar bezahlt werden.
Seit dem 1. Februar 2015 jedoch wird die Flughafengebühr des NAIA direkt beim Ticketerwerb erhoben respektive bezahlt. Eine Barzahlung am Flughafen entfällt somit. Diese Regelung gilt aber nicht für andere internationale Flughäfen auf den Philippinen, wie z. B. Clark oder Mactan.

## Zwischenfälle
- Am 26. Dezember 1947 wurde eine Douglas DC-3/C-47A-DL der Philippine Airlines (Luftfahrzeugkennzeichen PI-C36) auf dem Flughafen Manila durch einen Taifun irreparabel beschädigt. Über Personenschäden ist nichts bekannt.[28]

- Am 26. Dezember 1947 wurde eine Douglas DC-3 der Philippine Airlines (PI-C10) auf dem Flughafen Manila durch einen Taifun irreparabel beschädigt. Über Personenschäden ist nichts bekannt.[29]

- Am 26. Dezember 1947 wurde eine Douglas DC-3 der Philippine Airlines (PI-C3) auf dem Flughafen Manila durch einen Taifun irreparabel beschädigt. Über Personenschäden ist nichts bekannt.[30]

- Am 26. Dezember 1947 wurde eine Douglas DC-3 der Philippine Airlines (PI-C53) auf dem Flughafen Manila durch einen Taifun irreparabel beschädigt. Über Personenschäden ist nichts bekannt.[31]

- Am 2. Juni 1958 brach bei einer Boeing 377 der US-amerikanischen Pan American World Airways (N1023V) während der Landung auf dem Flughafen Manila das Fahrwerk zusammen. Das Flugzeug rutschte weiter, schwang nach rechts und kam nach 870 Metern etwa 8 Meter rechts von der Landebahn zum Stillstand. Von den 57 Insassen wurde ein Passagier getötet, als ein Propellerblatt in die Passagierkabine einschlug. Am Flugzeug entstand Totalschaden.[32]

- Am 14. Juli 1960 kam es bei einer Douglas DC-7C der US-amerikanischen Northwest Airlines (N292) zu einem Triebwerksausfall des Motors Nr. 2 (links innen). Während eines Notsinkflugs löste sich dessen Propeller und schlug in den Rumpf ein. Die Maschine befand sich auf einem Flug vom Flughafen Okinawa-Naha zum Flughafen Manila. Wegen eines Feuers in der linken Tragfläche wurde 8 Kilometer nordöstlich von Polillo Island (Philippinen), rund 100 Kilometer östlich von Manila, eine Notwasserung durchgeführt, bei der das Flugzeug in mehrere Teile zerbrach. Die Insassen konnten sich auf die noch schwimmende rechte Tragfläche flüchten, von der sie vier bis sechs Stunden nach dem Unfall gerettet wurden. Ein weiblicher Passagier verstarb, die anderen 57 Insassen überlebten (siehe auch Northwest-Airlines-Flug 1-11).[33]

- Am 12. Oktober 1962 stürzte eine Fokker F-27 Friendship 100 der Philippine Airlines (PI-C503) kurz nach dem Abheben vom Flughafen Manila auf einem Trainingsflug ab. Es wird vermutet, dass beim Üben eines Triebwerksausfalls das falsche Triebwerk zusätzlich abgestellt wurde. Alle 3 Besatzungsmitglieder, die einzigen Insassen, kamen ums Leben.[34]

- Am 20. Oktober 1965 stürzte eine Douglas DC-3/C-47A-25-DK der Philippine Airlines (PI-C144) beim Start vom Flughafen Manila ab. Trotz vollen Seitenruderausschlags nach rechts drehte und kippte die Maschine immer weiter nach links, bis sie im Sinkflug bei Vollgas einen Baum streifte und nach der Kollision mit einem Strommast abstürzte. Auslöser war die schon vor dem Start fehlerhafte Einstellung der Seitenrudertrimmung nach links, zusätzlich eine leichte Überladung der Maschine. Von den 37 Insassen wurde ein Passagier getötet, die drei Besatzungsmitglieder und 33 Passagiere überlebten.[35]

- Am 12. September 1969 wurde eine BAC 1-11-402AP der Philippine Airlines (PI-C1131) im Anflug auf den Flughafen Manila gegen einen Berg geflogen. Durch diesen CFIT (Controlled flight into terrain) wurden vier Besatzungsmitglieder und 41 Passagiere getötet, ein Passagier und ein Besatzungsmitglied überlebten den Unfall.[36]

- Am 19. November 1970 wurde eine Handley Page Herald 204 der philippinischen Air Manila (PI-C869) auf dem Flughafen Manila zerstört, als während des Taifuns Patsy (1970) ein Hangar zusammenbrach. Das an Bord befindliche Personal überlebte.[37][38]

- Am 19. November 1970 wurde eine Douglas DC-3/C-47A-15-DK der Philippine Airlines (PI-C9) auf dem Flughafen Manila durch einen Taifun irreparabel beschädigt. Über Personenschäden ist nichts bekannt.[39]

- Am 19. November 1970 wurde eine Douglas DC-3/C-47A-30-DK der Philippine Airlines (PI-C15) auf dem Flughafen Manila durch einen Taifun irreparabel beschädigt. Über Personenschäden liegen keine Informationen vor.[40]

- Am 25. Juli 1971 unterschritten die Piloten einer Boeing 707-321C der Pan American World Airways (N461PA) im Anflug auf den Flughafen Manila die Mindestflughöhe und flogen in nur 770 Meter Höhe gegen den 32 Kilometer entfernten Berg Kamunay. Die drei Mitglieder der Flugbesatzung der Frachtmaschine starben beim Aufprall.[41]

- Am 3. Februar 1975 meldeten die Piloten einer Hawker Siddeley HS 748-226 der Philippine Airlines (RP-C1028) zwei Minuten nach dem Start vom Flughafen Manila einen Brand im Triebwerk Nr. 2 (rechts). Während der Rückkehr wurde die Freigabe zum Anflug auf Landebahn 06 erteilt, jedoch stürzte das Flugzeug 4,8 Kilometer südsüdwestlich davon in ein Reisfeld. Alle 33 Insassen, vier Besatzungsmitglieder und 29 Passagiere, kamen ums Leben. Nach einer anderen Quelle überlebten zwei Passagiere.[42][43]

- Am 10. Mai 1975 platzte an einer Hawker Siddeley HS 748-222 der Philippine Airlines (RP-C1029) während des Einfahrvorgangs des Fahrwerks nach dem Start vom Flughafen Manila ein Reifen. Dies führte zum Ausfall des Triebwerks Nr. 1 (links). Bei der Notlandung in einem Reisfeld in einem Vorort Manilas wurde das Flugzeug irreparabel beschädigt. Alle 43 Insassen überlebten den Unfall, zwei wurden verletzt.[44][45]

- Am 18. Oktober 1977 stürzte eine Hawker Siddeley HS 748-232 der indonesischen Mandala Airlines (PK-RHS) nach dem Start vom Flughafen Manila in ein Wohngebiet. Die Maschine befand sich auf einem Testflug für ihre weitere Zulassung, bei dem das Triebwerk Nr. 2 (rechts) absichtlich abgestellt worden war. Von den fünf Besatzungsmitglieder kamen 2 ums Leben, auch wurden 3 Menschen am Boden getötet.[46][47]

- Am 27. Februar 1980 verunglückte eine Boeing 707-309C der taiwanesischen China Airlines (B-1826) bei der Landung auf dem Flughafen Manila, als sie vor der Landebahn aufsetzte und Feuer fing. Von 135 Insassen wurden bei diesem Zwischenfall 2 getötet (siehe auch China-Airlines-Flug 811).[48]

- Am 21. Juli 1989 rutschte eine BAC 1-11-516FP der Philippine Airlines (RP-C1193) bei der Landung auf dem Flughafen Manila bei starkem Regen von der Landebahn. Sie überrollte dabei auch das Landebahnende und kreuzte eine Straße, wobei sie etliche Fahrzeuge zerstörte. Alle 98 Insassen, fünf Besatzungsmitglieder und 93 Passagiere, überlebten den Unfall, aber 8 Insassen von Fahrzeugen wurden getötet.[49]

- Am 11. Mai 1990 explodierte vor dem Start in Manila der mittlere Tank einer Boeing 737-300 (EI-BZG) der Philippine Airlines (EI-BZG). Die Maschine brannte aus, noch bevor sie vollständig geräumt werden konnte. Von den 120 Personen an Bord kamen 8 ums Leben (siehe auch Philippine-Airlines-Flug 143).[50]

- Am 16. August 2018 verunglückte eine Boeing 737-85C der chinesischen Xiamen Airlines (B-5498) bei der Landung auf dem Flughafen Manila/Ninoy Aquino. Nachdem der erste Landeanflug abgebrochen worden war, rutschte die Maschine beim zweiten Landeversuch von der Landebahn. Alle 165 Insassen blieben unversehrt. Das Flugzeug wurde irreparabel beschädigt.[51]